# Evesham United FC
Evesham United FC (celým názvem: Evesham United Football Club) je anglický fotbalový klub, který sídlí ve městě Evesham v nemetropolitním hrabství Worcestershire. Založen byl v roce 1945. Od sezóny 2018/19 hraje v Southern Football League Division One South (8. nejvyšší soutěž). Klubové barvy jsou červená, bílá a černá.
Své domácí zápasy odehrává na Spiers and Hartwell Jubilee Stadium s kapacitou 3 000 diváků.

## Získané trofeje
- Worcestershire Senior Cup ( 1× )
  - 2008/09

## Úspěchy v domácích pohárech
Zdroj: 
- FA Cup
  - 1. kolo: 2008/09
- FA Trophy
  - 4. kolo: 2000/01
- FA Vase
  - Čtvrtfinále: 1991/92

## Umístění v jednotlivých sezonách
Stručný přehled
Zdroj: 
- 1951–1955: Worcestershire Combination
- 1955–1960: Birmingham & District League (Division Two)
- 1960–1962: Birmingham & District League
- 1965–1968: Worcestershire Combination (Division One)
- 1968–1983: Midland Combination (Division One)
- 1983–1992: Midland Combination (Premier Division)
- 1992–1999: Southern Football League (Midland Division)
- 1999–2005: Southern Football League (Western Division)
- 2005–2006: Southern Football League (Premier Division)
- 2006–2008: Southern Football League (Division One Midlands)
- 2008–2012: Southern Football League (Premier Division)
- 2012–2017: Southern Football League (Division One South & West)
- 2017–2018: Southern Football League (Division One West)
- 2018– : Southern Football League (Division One South)

Jednotlivé ročníky
Zdroj: 
Legenda: Z - zápasy, V - výhry, R - remízy, P - porážky, VG - vstřelené góly, OG - obdržené góly, +/- - rozdíl skóre, B - body, červené podbarvení - sestup, zelené podbarvení - postup, fialové podbarvení - reorganizace, změna skupiny či soutěže
| Sezóny  | Liga                                                 | Úroveň | Z  | V  | R  | P  | VG | OG | +/- | B  | Pozice |
| ------- | ---------------------------------------------------- | ------ | -- | -- | -- | -- | -- | -- | --- | -- | ------ |
| 2009/10 | Southern Football League (Premier Division)          | 7      | 42 | 9  | 14 | 19 | 35 | 52 | -17 | 41 | 16.    |
| 2010/11 | Southern Football League (Premier Division)          | 7      | 40 | 14 | 9  | 17 | 54 | 49 | +5  | 51 | 12.    |
| 2011/12 | Southern Football League (Premier Division)          | 7      | 42 | 12 | 8  | 22 | 49 | 71 | -22 | 44 | 20.    |
| 2012/13 | Southern Football League (Division One South & West) | 8      | 42 | 14 | 9  | 19 | 49 | 58 | -9  | 51 | 14.    |
| 2013/14 | Southern Football League (Division One South & West) | 8      | 42 | 12 | 11 | 19 | 66 | 80 | -14 | 47 | 16.    |
| 2014/15 | Southern Football League (Division One South & West) | 8      | 42 | 27 | 10 | 5  | 94 | 36 | +58 | 91 | 2.     |
| 2015/16 | Southern Football League (Division One South & West) | 8      | 42 | 24 | 9  | 9  | 92 | 38 | +54 | 81 | 6.     |
| 2016/17 | Southern Football League (Division One South & West) | 8      | 42 | 24 | 8  | 10 | 88 | 50 | +38 | 80 | 5.     |
| 2017/18 | Southern Football League (Division One West)         | 8      | 42 | 23 | 7  | 12 | 73 | 53 | +20 | 76 | 4.     |
| 2018/19 | Southern Football League (Division One South)        | 8      | 38 |    |    |    |    |    |     |    |        |